# テグラ・ロルーペ
テグラ・ロルーペ（Tegla Loroupe、1973年5月9日 - ）は、ケニア出身の女子マラソン選手、陸上競技選手。女子マラソン元世界記録保持者。

## 経歴
少数民族ポコト族出身。父には4人の妻がおり、兄弟が24人いる。
1992年、欧州の大会でドイツ人のコーチ兼マネージャー、フォルカー・ワグナーと出会い、ドイツに生活の拠点を移しマラソンを始めた。1994年、初マラソンとなったニューヨークシティマラソンで優勝。
1998年のロッテルダムマラソンで、イングリッド・クリスチャンセン（ノルウェー）の持つ世界最高記録を13年ぶりに塗り替える2時間20分47秒で優勝し、ボーナス15万ドル（当時日本円で約2000万円）を獲得した。さらに1999年のベルリンマラソンで自己の記録を4秒上回る世界最高記録（2時間20分43秒）を出し、18万マルク（約1000万円）を得た。
2000年のシドニーオリンピックでは、無謀とも思われるマラソンと10,000mの2種目に出場となった。女子マラソンでは途中腹痛に見舞われ、何度か嘔吐するアクシデントに泣きレース前半で早々脱落、13位に終わった。数日後に行われた10000mでは予選を通過、決勝でも途中までは優勝争いに加わったが終盤ペースダウン、5位入賞に留まりメダル獲得はならなかった。
2001年のベルリンマラソンでは、シドニー五輪女子マラソン金メダリストの高橋尚子と共に出走。しかし高橋の世界最高記録狙いのハイペースに序盤で早々ついていけずに脱落（高橋は同マラソンで2時間19分46秒の世界最高記録達成、世界での女子初のマラソン2時間20分を突破）、2位ながらも記録は2時間28分台に終わった。
“テグラ・ロルーペ平和基金（TLPF）”を設立し、2003年以降、国際陸連やケニア五輪委などの支援を受けて故郷カペングリアで平和マラソンを開催している。

## 主な戦績
- 1992年 バルセロナオリンピック 10000m出場
- 1994年 ニューヨークシティマラソン 優勝
- 1999年 世界陸上イェーテボリ大会 10000m3位
- 1995年 ニューヨークシティマラソン 優勝（2連覇）
- 1996年 アトランタオリンピック 10000m6位
- 1997年 ロッテルダムマラソン 優勝
- 1998年 大阪国際女子マラソン 7位
- 1998年 ロッテルダムマラソン 優勝
- 1999年 大阪国際女子マラソン 2位
- 1999年 ロッテルダムマラソン 優勝（3連覇）
- 1999年 世界陸上セビリア大会 10000m3位
- 1999年 ベルリンマラソン 優勝
- 2000年 ローママラソン 優勝
- 2000年 ロンドンマラソン 優勝
- 2000年 シドニーオリンピック 女子マラソン13位、10000m5位
- 2001年 ロンドンマラソン 8位
- 2001年 ベルリンマラソン 2位
- 2002年 名古屋国際女子マラソン 7位
- 2002年 ローザンヌマラソン 優勝
- 2003年 ケルンマラソン 優勝
- 2004年 ライプツィヒマラソン 優勝
- 2006年 香港ハーフマラソン 優勝